# Cmentarz Remuh
Stary cmentarz żydowski zwany również cmentarzem Remuh (lub Remu) – najstarszy cmentarz żydowski w Krakowie i jeden z najstarszych w Europie, założony w 1535.
Położony jest na Kazimierzu przy synagodze Remuh. Wejście na cmentarz znajduje się obok synagogi przy ulicy Szerokiej 40. Nekropolia ma powierzchnię ok. 0,75 ha.

## Historia
W 1552 zostały w tym miejscu postawione pierwsze macewy. W Polsce starsze nagrobki znajdują się jedynie we Wrocławiu i Lublinie. Z nakazów władz austriackich cmentarz został zamknięty w 1800 z przyczyn zdrowotnych, podobnie jak wiele innych starych cmentarzy Krakowa położonych w ścisłym centrum miasta. Mimo tego pochówki odbywały się tutaj do połowy XIX wieku. Gmina żydowska na początku XX wieku rozpoczęła restaurację cmentarza.
Podczas II wojny światowej na terenie cmentarza było wysypisko śmieci. Ocalało wówczas zaledwie 10–20 macew, w tym nagrobek rabina Mojżesza Isserlesa. Legenda mówi, że w miejscu późniejszego swojego pochówku zakopał swoją książkę, przy której wyrosło drzewo
W 1959 na terenie cmentarza odbyły się wykopaliska archeologiczne, podczas których odnaleziono kilkaset kamiennych macew, 700 stel nagrobnych i sarkofagów. Cmentarz został odnowiony. W wewnętrzną część muru wbudowano fragmenty płyt nagrobków, tworząc tzw. Ścianę Płaczu. Najstarszy zachowany nagrobek pochodzi z 1552.
Sądzi się, że najstarszą częścią cmentarza Remuh jest obecny skwer znajdujący się w północnej części ulicy Szerokiej, przed synagogą. Do czasu II wojny światowej część ta była ogrodzona wysokim murem. Obecnie ogrodzony jest niskim, metalowym płotkiem w kształcie menor. Znajduje się na nim głaz z tablicą upamiętniającą 65 000 mieszkańców Krakowa i okolic, pochodzenia żydowskiego, zamordowanych przez Niemców podczas II wojny światowej.

## Znane osoby pochowane na cmentarzu Remuh
- Mojżesz Isserles (zm. 1572) – krakowski rabin, talmudysta, filozof.
- Miriam Belli (zm. 1617) – siostra rabina Mojżesza Isserlesa.
- Izrael ben Józef – fundator synagogi Remu.
- Izaak Ha-lewi (zm. 1799) – rabin, talmudysta.
- Izaak Jakubowicz (zm. 1653) – fundator synagogi Izaaka.
- Izaak Landau (zm. 1768) – rabin.
- Natan Spira (zm. 1633) – kabalista, rabin, kaznodzieja.
- Mordechaj Saba (zm. 1576) – kabalista, kaznodzieja, znawca gramatyki hebrajskiej.
- Joel Sirkes (zm. 1641) – rabin, talmudysta, znawca prawa halachicznego.
- Samuel bar Meszulam (zm. 1552) – nadworny lekarz Zygmunta Starego i Zygmunta Augusta.
- Jom-Tow Lipmann Heller (zm. 1654) – rabin.
- Eliezer Damask (zm. 1847) – rabin, lekarz i uczony.
- Mordechaj Margaliot (zm. 1617) – rektor krakowskiej jesziwy.
- Eliezer Aszkenazy (zm. 1585) – lekarz.

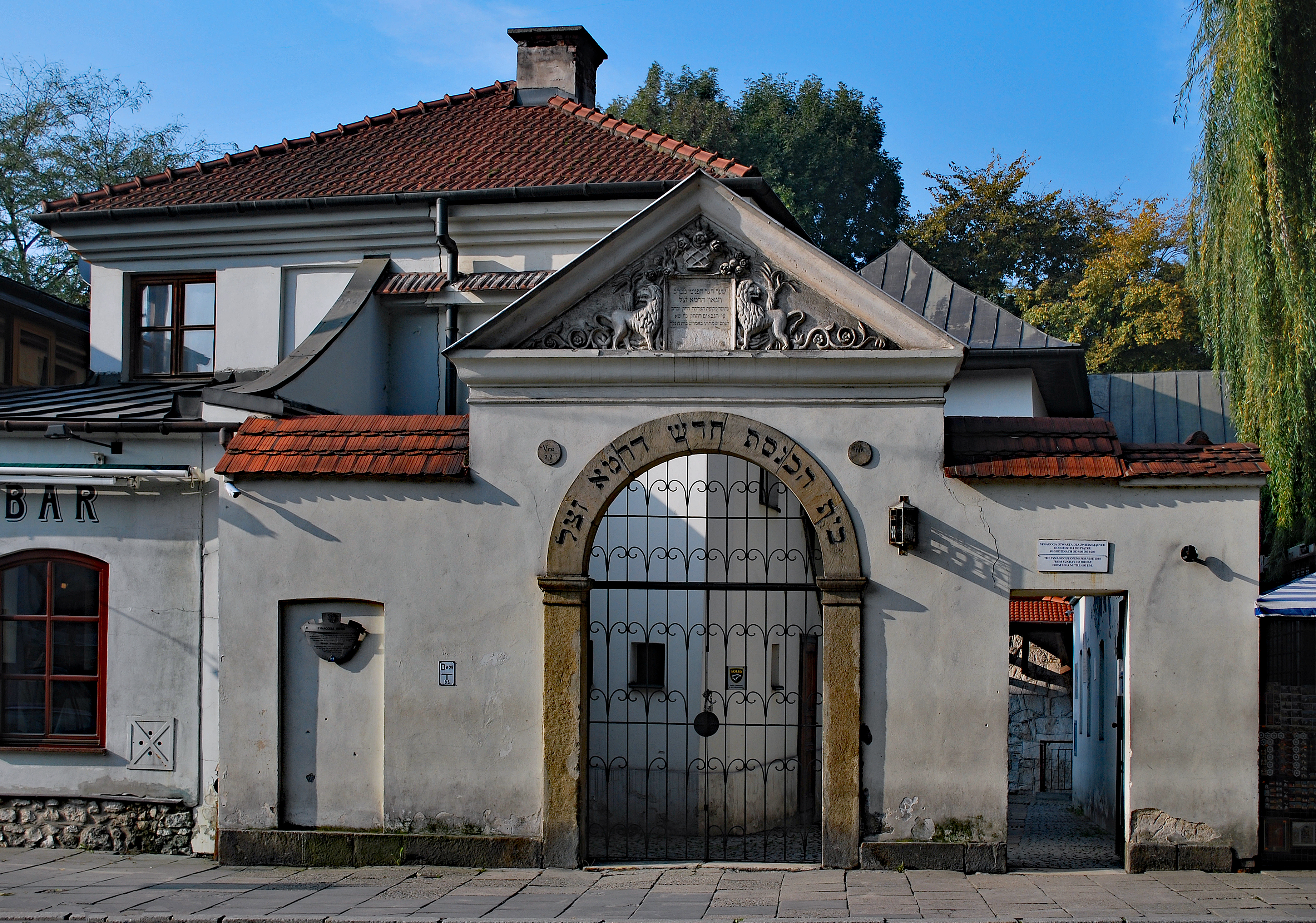
Wejście do synagogi i na cmentarz
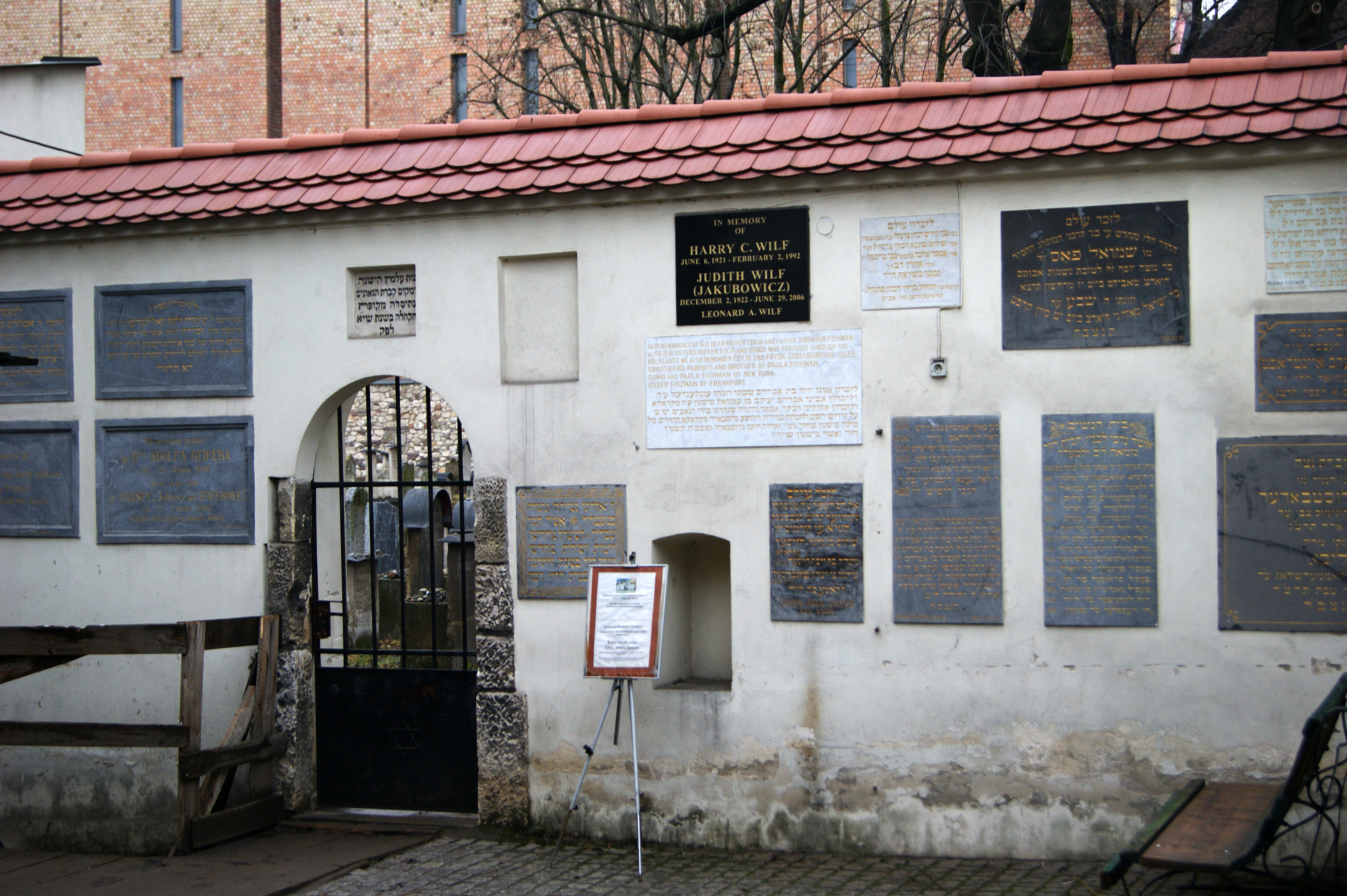
Tablice pamiątkowe i brama na cmentarz
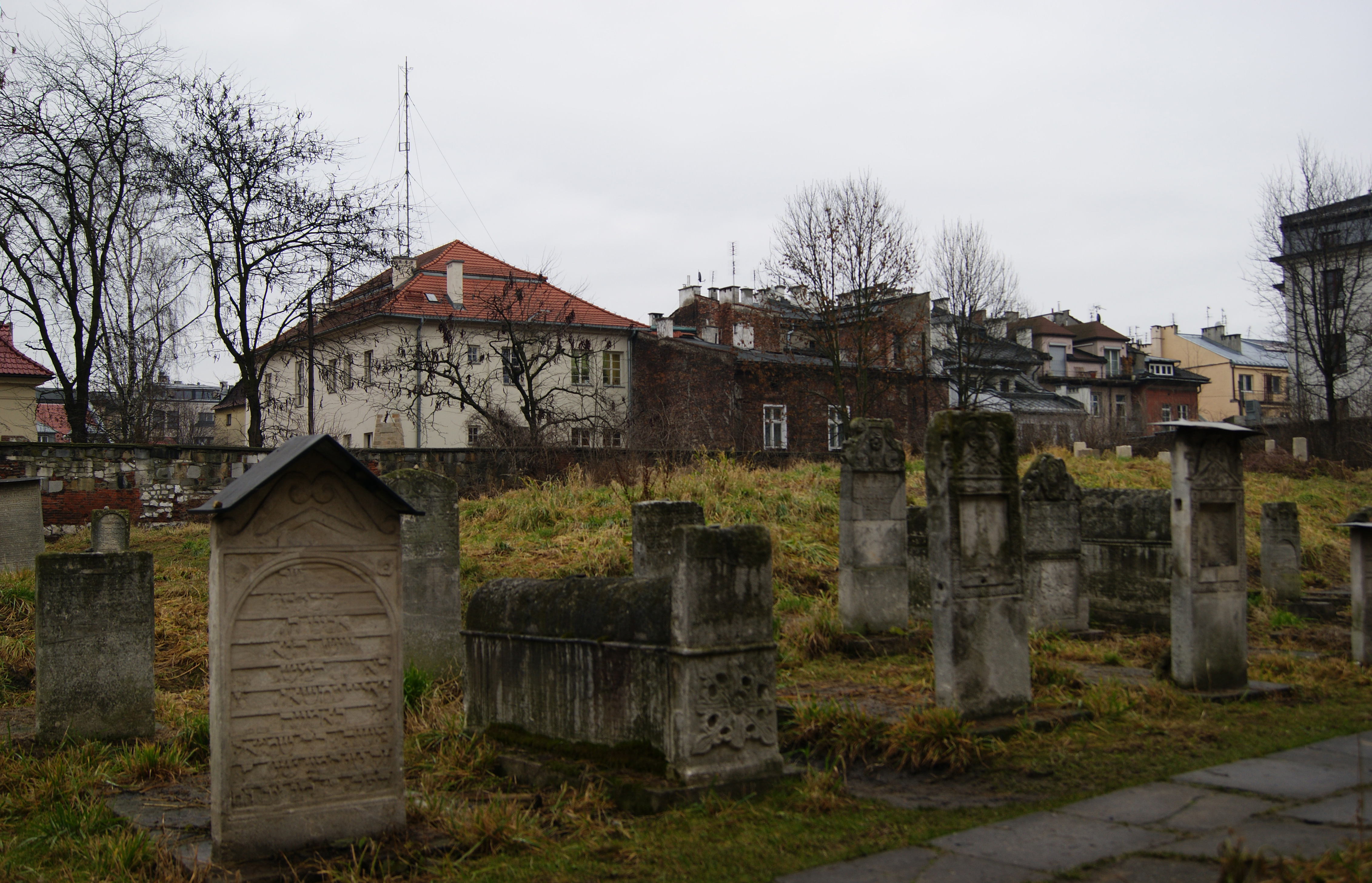
Część południowa cmentarza
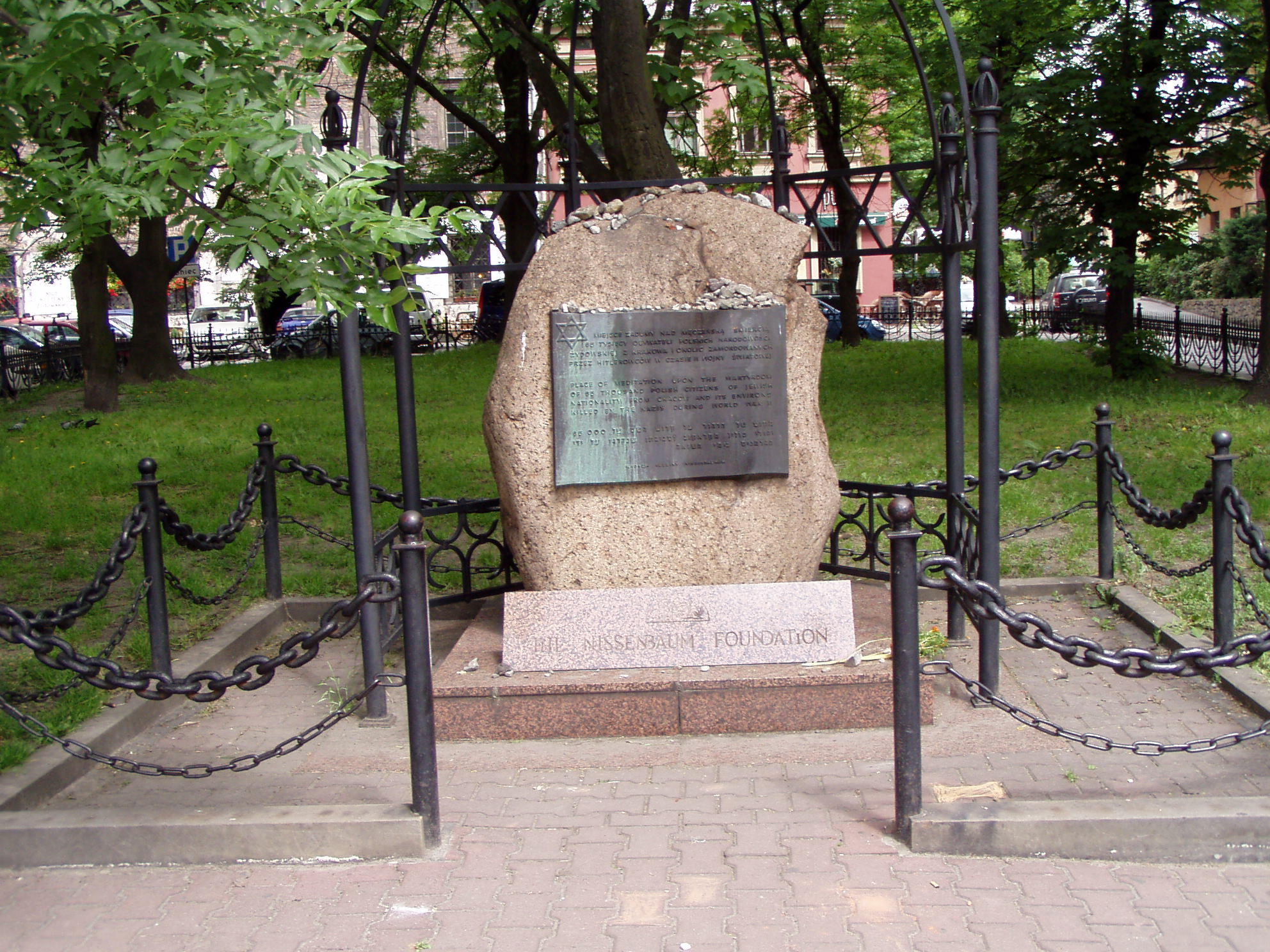
ul. Szeroka. Pomnik upamiętniający 65 000 Żydów  z Krakowa i okolic zamordowanych przez Niemców
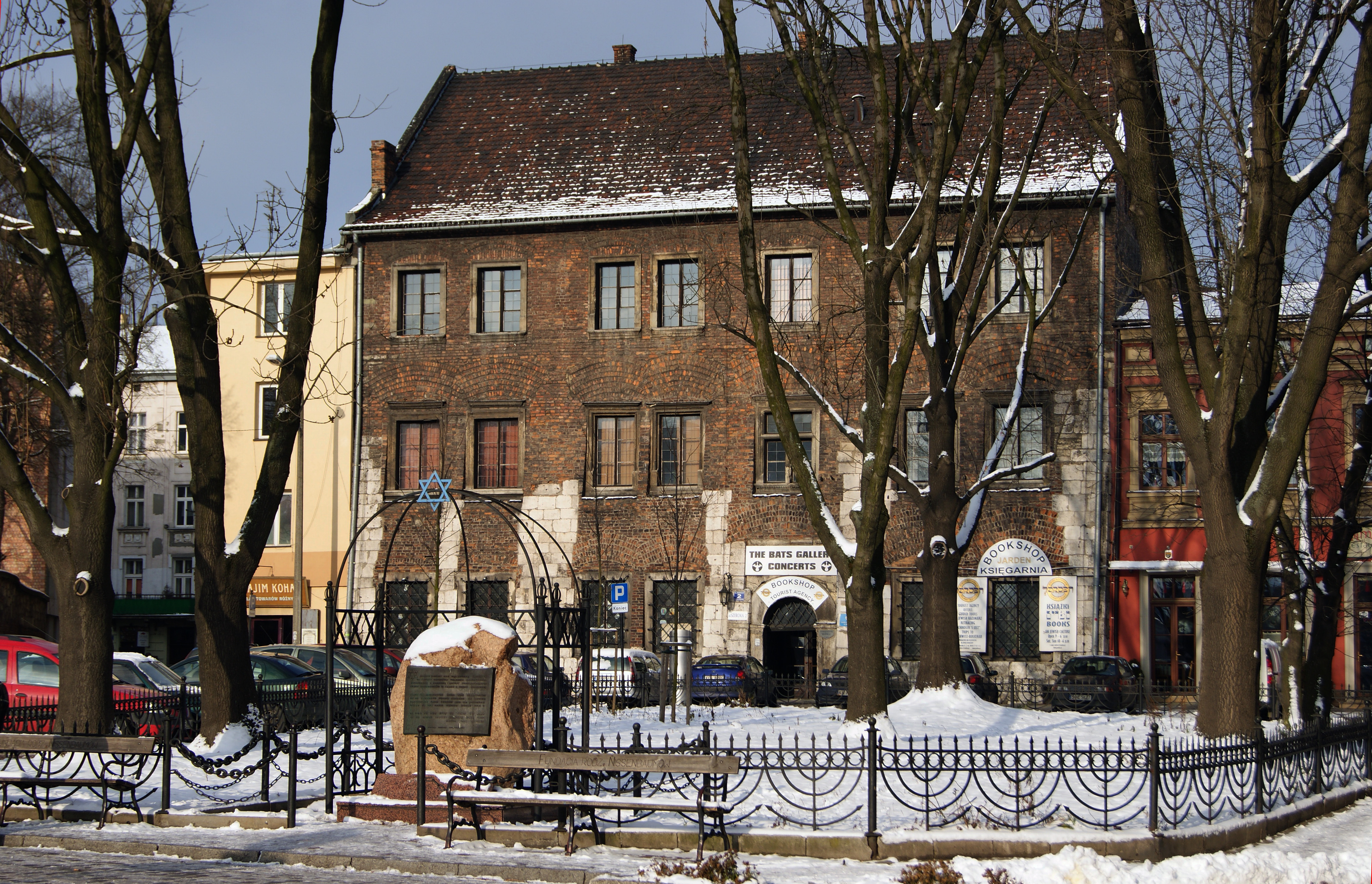
Skwer na ul. Szerokiej – prawdopodobnie najstarszy cmentarz żydowski czynny przed 1552 r.